# HD 10800
HD 10800 eller HR 512 är en trippelstjärna belägen i den mellersta delen av stjärnbilden Oktanten. Den har en skenbar magnitud av ca 5,87 och är svagt synlig för blotta ögat där ljusföroreningar ej förekommer. Baserat på parallax enligt Gaia Data Release 3 på ca 37,0 mas, beräknas den befinna sig på ett avstånd på ca 88 ljusår (27 parsek) från solen. Den rör sig närmare solen med en heliocentrisk radialhastighet på ca -1 km/s.

## Egenskaper
Primärstjärnan HD 10800 Aa är en gul till vit stjärna i huvudserien av spektralklass G1 V. Den har en massa som är ca 1,1 solmassa, en radie som är ca 1,1 solradie och utsänder energi från dess fotosfär motsvarande ca 1,8 gånger solen vid en effektiv temperatur av ca 5 800 K. Den nära följeslagaren HD 10800 Ab har en massa på ca 0,7 solmassa.
Följeslagaren HD 10800 B är en gul till vit stjärna i huvudserien av spektralklass G2 V med en massa av ca 1,01 solmassa och en radie av ca 0,94 solradie och utsänder energi från dess fotosfär motsvarande ca 0,98 gånger solen vid en effektiv temperatur av ca 5 700 K.
Trippelstjärnan har en kombinerad spektral klassificering av G1 V, vilket anger en vanlig huvudseriestjärna av spektraltyp G. Primärstjärnan är en spektroskopisk dubbelstjärna som består av en stjärna av G-typ och K-typ som cirkulerar kring varandra med en omloppsperiod av 19 dygn. HD 10800 B har spektralklass G2 V, samma som vår egen sol. AB-paret kretsar kring varandra med en omloppsperiod av 1,7 år.